# Berufsgenossenschaftliche Informationen
Die Berufsgenossenschaftlichen Informationen sind die von den deutschen Berufsgenossenschaften herausgegebenen Hinweise und Empfehlungen zur Arbeitssicherheit. Sie ergänzen die Berufsgenossenschaftlichen Vorschriften, die Berufsgenossenschaftlichen Regeln und die Berufsgenossenschaftlichen Grundsätze.
Die Bezeichnungen BGI (Berufsgenossenschaftlichen Informationen), BGG (Berufsgenossenschaftlichen Grundsätze)  und BGV (Berufsgenossenschaftlichen Vorschriften) wurden durch neue Bezeichnungen der DGUV ersetzt, häufig wurden die Dokumente (bzw. pdf-Dateien) nur umetikettiert, so dass die alten Bezeichnungen noch in den Texten vorkommen. Die DGUV stellt eine Transferliste zur neuen Nomenklatur zur Verfügung.